# ناوچه اویس
ناوچه اویس (به انگلیسی: French frigate Oise) یک کشتی بود که طول آن ۳۰۶ فوت (۹۳ متر) بود. این کشتی در سال ۱۹۴۳ ساخته شد.